# Pârâul Nou, Olt
Pârâul Nou sau Râul Nou este un afluent al râului Olt. 

## Hărți
- Harta județului Sibiu
- Harta Județului Brașov